# Michael Powell
Michael Latham Powell (30. september 1905 i Bekesbourne, Kent – 19. februar 1990 i Avening, Gloucestershire) var en britisk filminstruktør.
Powell debuterede i 1931, og fik stor succes med eventyrfilmen The Thief of Bagdad (Tyven fra Bagdad, 1940; sammen med Ludwig Berger). Sammen med Emeric Pressburger etablerede han i 1942 produktionsselskabet "The Archers". I samarbejde om både manuskript og instruktion lavede de en række betydelige film, bl.a. The Life and Death of Colonel Blimp (Duellen, 1943), A Matter of Life and Death (En sag om liv eller død, 1946), balletfilmen The Red Shoes (De røde sko, 1948) efter H.C. Andersen, operafilmen The Tales of Hoffmann (Hoffmanns Eventyr, 1951) og krigsfilmen Battle of the River Plate (Havets tiger, 1956). Som eneinstruktør lavede Powell den kontroversielle thriller Peeping Tom (Fotomodeller jages, 1960).